# پولکیت سامرات
پولکیت سامرات (انگلیسی: Pulkit Samrat؛ زادهٔ ۲۹ دسامبر ۱۹۸۳) یک هنرپیشه اهل هند است. وی از سال ۲۰۰۶ میلادی تاکنون مشغول فعالیت بوده‌است.
او در فیلم اوه عزیزم، علاف‌ها، بازگشت علاف‌ها، اوه تو، روح تلفنی، دیوونه بازی و علاف‌ها ۳ بازی کرده‌است.